# Samuel Chróścikowski
Samuel Chróścikowski (ur. 10 stycznia 1730 w Dworzyskach k. Krasnegostawu, zm. 16 października 1799 w Chełmie) – ksiądz ze zgromadzenia pijarów, nauczyciel filozofii oraz matematyki w Collegium Nobilium Konarskiego, autor podręczników. Autor polskiego podręcznika fizyki (Warszawa. 1764) oraz przeznaczonych dla młodzieży Powinności każdego człowieka, krótko zebranych (Warszawa. 1761).

## Życiorys
Urodził się 10 stycznia 1730 w Dworzyskach k. Krasnegostawu (tę miejscowość na podstawie własnych badań archiwalnych podaje Zygmunt Gardziński, tymczasem niektórzy biografowie wymieniają jako miejsce urodzin Chróścikowskiego pobliskie Piaski Szlacheckie). Pochodził z rodziny niezamożnej szlachty h. Bończa. W wieku 15 lat wstąpił do zakonu pijarskiego, potem rozpoczął studia humanistyczne w kolegium pijarów w Rzeszowie, następnie (1749 – 1750) podjął studia filozoficzne w kolegium pijarów w Międzyrzecu Koreckim (wieś na Ukrainie w obwodzie rówieńskim). W latach 1754–1756 studiował w Rzymie w Collegium Calasantinum. W roku 1751 podjął pracę nauczyciela gramatyki i katechezy w szkołach pijarskich w Warszawie i Warężu. 6 lat później został nauczycielem humanistyki w Collegium Nobilium na Żoliborzu w Warszawie. Potem w kolegiach pijarów w Międzyrzecu i w Warszawie  wykładał logikę, fizykę i matematykę. W Warszawie pozostał prawdopodobnie do roku 1772, w Collegium Nobilium kierował czasowo katedrą filozofii. W latach 1772–1780 podjął pracę w Chełmie, był tam rektorem miejscowego kolegium pijarskiego. W Chełmie nadzorował prace związane z wyposażeniem kościoła pw. Rozesłania św. Apostołów.  W latach 1781–1784 przebywał we Lwowie, gdzie był wicerektorem kolegium pijarów. W 1785 roku powrócił do Chełma. Jak pisze Zygmunt Gardziński, Chróścikowski spędził w Chełmie łącznie ok. 22 lat, w Warszawie ok. 18 lat, a we Lwowie 4 lata. Zmarł 16.X.1799 w Chełmie. Pochowany został przypuszczalnie na cmentarzu przy kościele Rozesłania św. Apostołów.